# Jim Cummings
Jim Cummings   (Nova Orleans, 31 d'octubre de 1985) és un director de cinema i actor estatunidenc. És conegut per escriure, dirigir i protagonitzar el curtmetratge Thunder Road de 2016, el qual va refer en un llargmetratge homònim el 2018. També va escriure, dirigir i protagonitzar la pel·lícula The Wolf of Snow Hollow (2020).
Pel seu treball a Thunder Road (2018), Cummings va guanyar el premi South by Southwest Grand Jury al millor llargmetratge narratiu, obra per la qual també va ser nominat al premi Independent Spirit John Cassavetes.